# رود کله‌ون
رود کله‌ون (انگلیسی: Kleven) یک رودخانه در استان بریانسک کشور روسیه است.